# 斯普林里奇 (馬里蘭州)
斯普林里奇（英語：Spring Ridge）是位於美國馬里蘭州弗雷德里克縣的一個普查規定居民點。

## 人口
根據2020年美國人口普查的數據，斯普林里奇的面積為7.04平方千米，當中陸地面積為6.97平方千米，而水域面積為0.07平方千米。當地共有人口6005人，而人口密度為每平方千米852.98人。